# 中国驻伊基克总领事馆
中华人民共和国驻伊基克总领事馆（西班牙語：Consulado General de la República Popular China en Iquique），简称中国驻伊基克总领事馆，是中华人民共和国派驻智利塔拉帕卡大区伊基克的最高级别外交机构。领区包括塔拉帕卡大区、安托法加斯塔大区、阿里卡和帕里纳科塔大区。

## 历史沿革
1985年4月29日，中华人民共和国与智利政府达成在伊基克设立总领事馆的协议。1997年12月30日，驻伊基克总领事馆正式开馆。2002年4月1日，驻伊基克总领事馆暂时关闭。
2010年8月，中国政府决定恢复驻伊基克总领事馆。2011年5月25日，驻伊基克总领事馆正式复馆。2024年12月31日，中国政府决定暂时关闭驻伊基克总领事馆。